# Fermi (cráter)

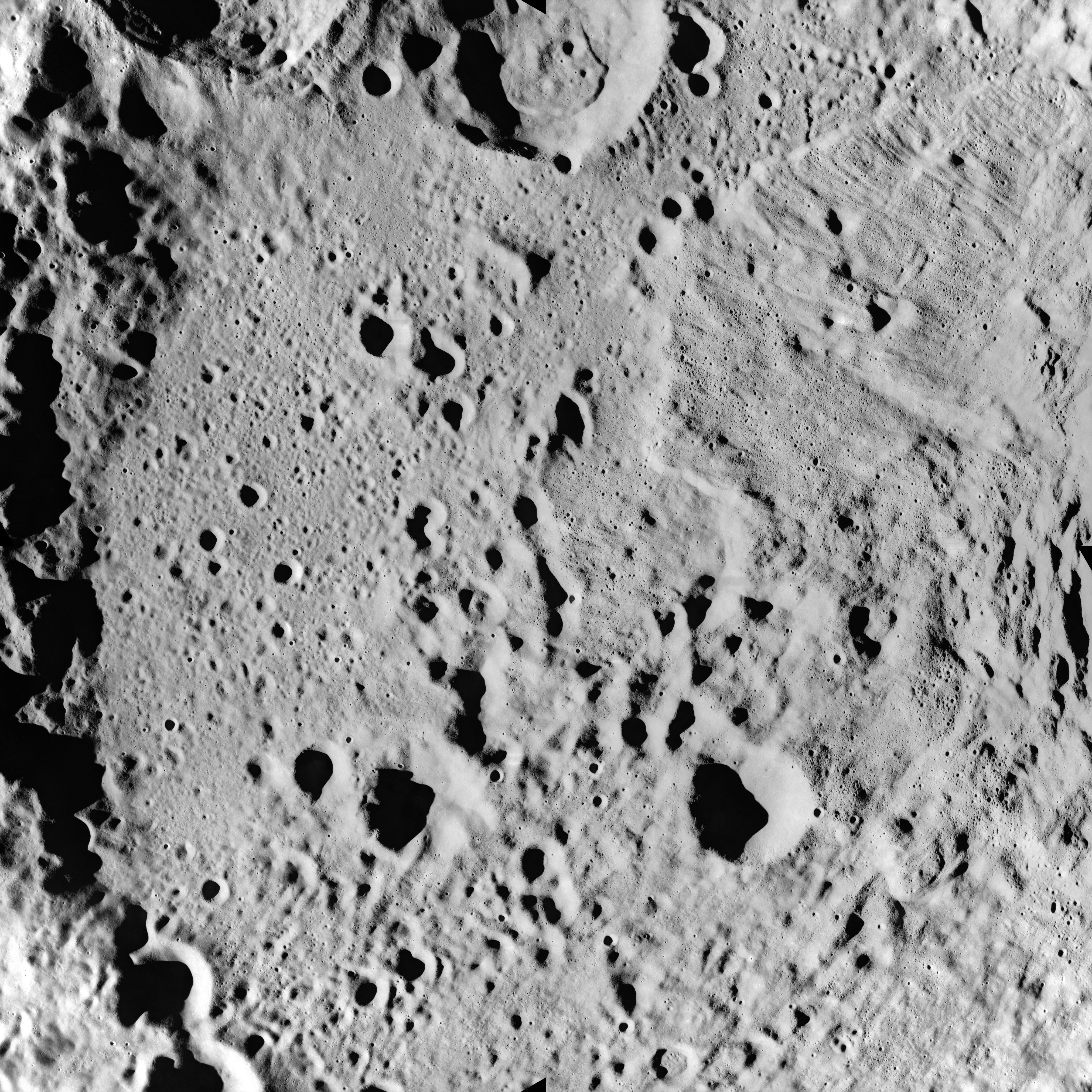
Imagen desde el Apolo 17

Fermi es un gran cráter de impacto lunar de la categoría denominada llanura amurallada. Se encuentra en la cara oculta de la Luna y por lo tanto no es visible desde la Tierra, por lo que debe ser observado desde una nave espacial en órbita.
El aspecto más notable de Fermi es que el gran y prominente cráter Tsiolkovskiy invade su borde suroriental. A diferencia de Tsiolkovskiy, sin embargo, el interior de Fermi no está cubierto por lava basáltica oscura, por lo que apenas se distingue del escarpado y castigado terreno circundante. Si se hallara en la cara cercana de la Luna, sería uno de los mayores cráteres visibles, con una dimensión más o menos igual a la del cráter Humboldt, situado a varios cientos de kilómetros al oeste-suroeste.
|  |

Esta formación ha sido erosionada y dañada significativamente por impactos posteriores, con varios cráteres notables que se encuentran al otro lado de su brocal y dentro de la propia cuenca. Delporte es el más notable de ellos, localizado a través del lado noroeste del borde. Justo al este y en el interior del borde norte de Fermi aparece el cráter Litke. Un cráter más pequeño, Xenophon, aparece centrado en pleno borde sur. En la mitad sur de la planta se encuentran los cráteres Diderot y Babakin.
El borde, donde no ha desaparecido, se ha conservado algo mejor a lo largo de la mitad norte. La mitad sur ha sido prácticamente destruida, formando un tramo irregular del suelo. El piso interior de Fermi se ha modificado debido a la formación de Tsiolkovskiy, con estrías en el suelo noreste de Fermi, y crestas paralelas a lo largo del borde occidental de Tsiolkovskiy. Las secciones restantes de la planta aparecen algo más niveladas, aunque están marcadas por miríadas de pequeños cráteres, con la sección central en particular mostrando varias formaciones de cráteres en racimo.